# Yume Kōjō: Doki Doki Panic
Yume Kōjō: Doki Doki Panic (夢工場 ドキドキパニック, Yume Kōjō: Doki Doki Panikku) est un jeu vidéo de plates-formes sorti au Japon en 1987 sur Famicom Disk System. Développé par Nintendo et édité par Fuji Television, le jeu a été conçu par Shigeru Miyamoto.

## À noter
Aux États-Unis et en Europe, les personnages du jeu ont été remplacés par ceux de l'univers Mario et le jeu fut vendu sous le nom Super Mario Bros. 2 ; par ailleurs, cette nouvelle version est ressortie au Japon en 1992 sous le nom Super Mario USA.